# Haszim al-Atasi
Haszim al-Atasi (arab. هاشم الأتاسي), (ur. 1875, zm. 5 grudnia 1960) – polityk syryjski; premier od 3 maja do 28 lipca 1920. Pierwszy prezydent kraju w latach 1936–1939, a następnie w latach 1949– 1951 oraz 1954– 1955.